# Dick Clark
Richard Wagstaff 'Dick' Clark, (Mount Vernon, 30 november 1929 - Santa Monica, 18 april 2012) was een Amerikaanse presentator, die bekend werd door de tv-show American Bandstand.

## Jeugd
Clark groeide op in Mount Vernon. Reeds als tiener werkte hij als nieuwslezer bij een radiozender. Later bezocht hij een universiteit, accepteerde daarna weer jobs bij verschillende radiostations en werd uiteindelijk nieuwslezer en presentator van een countrymuziek-programma bij een tv-zender in Utica. In 1952 kreeg hij een baan bij WFIL in Philadelphia, die zowel radio als televisie exploiteerden.

## Carrière
Eerst was hij alleen als deejay werkzaam voor de radiozender, maar verving dan echter in 1952 Bob Host als presentator voor een dansprogramma met de naam Bandstand. In 1957 wijzigde ABC de shownaam in American Bandstand en liet het programma van dan af overal in de Verenigde Staten lopen. In 1959 kwam Clark voor het gerecht, omdat hem omkoping van deejays ten laste werd gelegd. Hij werd echter vrijgesproken.
Tot 1963 liep American Bandstand dagelijks, daarna nog alleen maar 's zaterdags. In 1964 verhuisde de show naar Los Angeles. Vanaf 1972 presenteerde hij de jaarlijkse nieuwjaarshow Dick Clark's New Year's Rockin' Eve, in 1973 kwam daar The $100,000 Pyramid bij. In het daaropvolgende jaar stichtte Clark de American Music Awards als alternatief voor de naar zijn mening ouderwetse Grammy Award. In 1987 kortte ABC American Bandstand in van 60 naar 30 minuten, waarop Clark anderhalf jaar later stopte met de presentatie van de show. In 1989 werd deze uiteindelijk geheel uit het programma genomen.
Ook na zijn dood traden in zijn theater in Branson een reeks voorheen door hem gepresenteerde artiesten op, waaronder Bobby Rydell, Fabian Forte, Frankie Avalon, Bobby Vee, The Chiffons, Brian Hyland en Chris Montez.

## Overlijden
Dick Clark overleed in april 2012 op 82-jarige leeftijd